# Алексеевск (Иркутская область)
Алексе́евск — рабочий посёлок в Киренском районе Иркутской области. Административный центр Алексеевского муниципального образования.

## География
Рабочий посёлок находится на правом берегу реки Лена, на расстоянии 25 км к северо-востоку от города Киренск, административного центра района.
Площадь посёлка — около 3 км².
Статус посёлка городского типа с 1939 года.

## Население
| 1959  | 1970  | 1979  | 1989  | 2002  | 2009  | 2010  |
| ----- | ----- | ----- | ----- | ----- | ----- | ----- |
| 3498  | ↗3651 | ↗3810 | ↘3685 | ↘3164 | ↘2956 | ↘2529 |
| 2011  | 2012  | 2013  | 2014  | 2015  | 2016  | 2017  |
| ↘2518 | ↘2423 | ↘2353 | ↘2301 | ↘2253 | ↘2222 | ↘2157 |
| 2021  |       |       |       |       |       |       |
| ↘1852 |       |       |       |       |       |       |

## Улицы
| - ул. 19 Партсъезда, - ул. Боровая, - пер. Затонский, - пер. Кедровый, - ул. Кирпичная, - ул. Ключевая, - пер. Колхозный, | - пер. Красный май, - пер. Ленский, - ул. Лесная, - кв-л. Молодёжный, - ул. Набережная, - ул. Нагорная, - ул. Озёрная, | - пер. Октябрьский, - пер. Охотницкий, - пер. Партизанский, - пер. Пионерский, - ул. Поселковая, - ул. Профсоюзная, - ул. Пушкина, | - ул. Рабочая, - кв-л. Речников, - ул. Седова, - пер. Советский, - кв-л. Таёжный, - ул. Чапаева, - ул. Школьная. |